# Limnophora efatensis
Limnophora efatensis är en tvåvingeart som beskrevs av Shinonaga 2005. Limnophora efatensis ingår i släktet Limnophora och familjen husflugor.
Artens utbredningsområde är Vanuatu. Inga underarter finns listade i Catalogue of Life.